# Province de Chota
La province de Chota (en espagnol : Provincia de Chota) est l'une des treize provinces de la région de Cajamarca, dans le nord-ouest du Pérou. Son chef-lieu est la ville de Chota.

## Géographie
La province couvre une superficie de 3 795,10 km2. Elle est limitée au nord par la province de Cutervo, à l'est par la région d'Amazonas, au sud par les provinces de Celendín, Hualgayoc et de Santa Cruz, et à l'ouest par la région de Lambayeque.

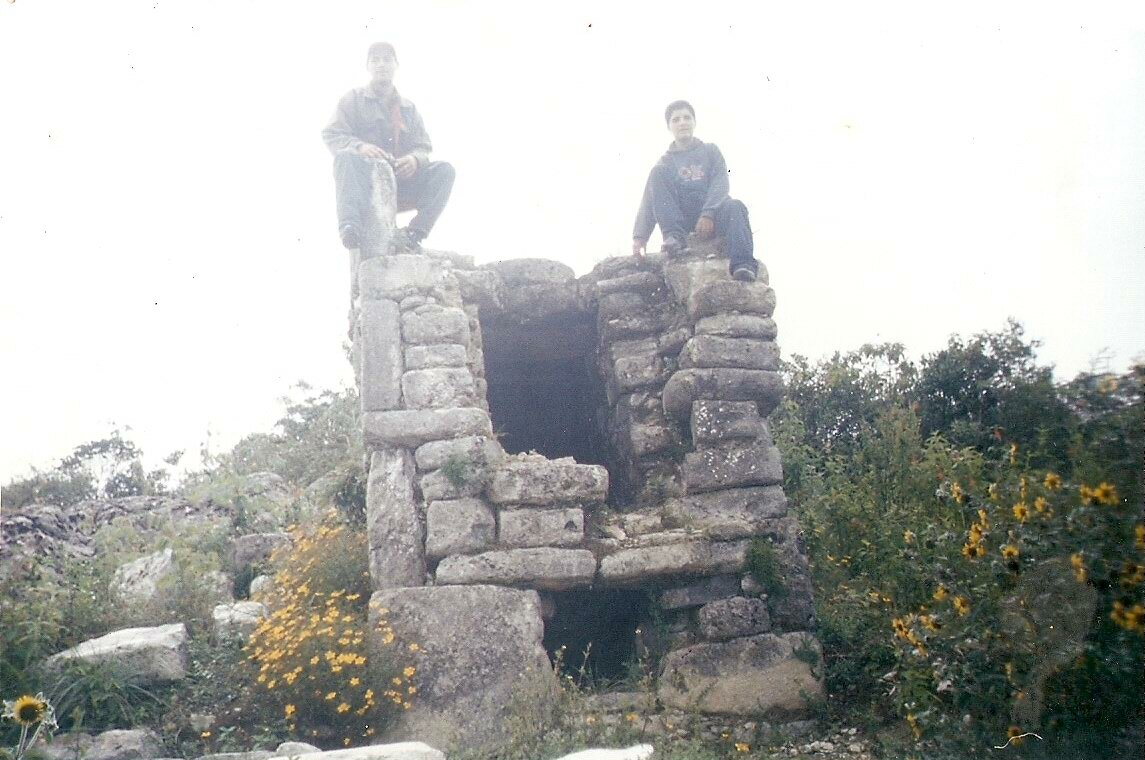
Site archéologique des Torres de Cutaxi dans le district de Conchán.

## Population
La population de la province s'élevait à 160 447 habitants en 2007, mais à 142 984 habitants en 2017.

## Subdivisions
La province de Chota est divisée en 19 districts :
- Anguía
- Chadín
- Chalamarca
- Chiguirip
- Chimban
- Choropampa
- Chota
- Cochabamba
- Conchán
- Huambos
- Lajas
- Llama
- Miracosta
- Paccha
- Pión
- Querocoto
- San Juan de Licupis
- Tacabamba
- Tocmoche

## Sites remarquables
Il existe d'importants vestiges archéologiques comme 
- les tours de Chiguirip, Agomarca et Chetilla,
- les ruines de Churucancha, Condorcaga, Andamayo, Samacuy, Viejo Huambos et Chot-Marc.

La province possède également des eaux thermales à Cumpampa (Tacabamba), la Tacshana (Conchán), Choropampa et Chadín, et de celles de Chancay.

## Personnalités liées
- Pedro Castillo (1969-), syndicaliste et homme politique péruvien.